# بان‌زلان سفلی
بانزلانی سفلی (در کردی: بانزلانی خوار Banzeĺanî Xwar)، روستایی است از توابع بخش گهواره و در شهرستان دالاهو استان کرمانشاه ایران.

## جمعیت
این روستا در دهستان گوران قرار داشته و بر اساس سرشماری سال ۱۳۸۵ جمعیت آن (۱۱خانوار) ۴۸ نفر
بوده‌است.